# Markat
Markat is een plaats en voormalige gemeente in de stad (bashkia) Konispol in de prefectuur Vlorë in Albanië. Sinds de gemeentelijke herindeling van 2015 doet Markat dienst als deelgemeente en is het een bestuurseenheid zonder verdere bestuurlijke bevoegdheden. De plaats telde bij de census van 2011 1859 inwoners.